# Hezekiah Walker
Hezekiah Walker (* 24. Dezember 1962 in Brooklyn (New York)) ist ein US-amerikanischer Gospelsänger, Singer-Songwriter und seit 1994 Pastor der Brooklyner Megachurch: Love Fellowship Tabernacle. Walker tritt in der Regel unter der Bezeichnung Hezekiah Walker & The Love Fellowship Crusade Choir auf. Er hat mehrere Alben auf „Benson Records“ und „Verity Records“, einem auf Gospelmusik spezialisierten Label veröffentlicht.

## Biografie
Hezekiah Walker wurde in Fort Greene im New Yorker Stadtteil Brooklyn geboren. Er besuchte die Long Island University mit dem Schwerpunkt Soziologie. Außerdem besuchte er das „Hugee Theological Seminar“ und die „New York School of the Bible“.
Im Jahr 2001 wurden „Hezekiah Walker & The Love Fellowship Crusade Choir“ basierend auf dem Erfolg des Albums „Love Is Love!“ für einen NAACP Image und Soul Train Award als bester Best Gospel Artist, Traditional nominiert. Die Gruppe hat in der Kategorie Best Gospel Album By Choir Or Chorus Album zweimal Grammy Awards gewonnen: einmal für „Live in Atlanta at Morehouse College“ (1994) und einmal für „Love Is Live!“ (2001).
Unabhängig von The Love Fellowship Crusade Choir, veröffentlichte Walkers Love Fellowship Tabernacle Kirchenchor 1998 ein Album Recorded Live At Love Fellowship Tabernacle. Dieser LFT Kirchenchor war jünger und Hip-Hop orientierter als die früheren Kirchenchöre und sein Album traf die Top 5 der Billboard’s Gospel Charts er wurde im gleichen Jahr noch für einen Grammy Award nominiert.

## Diskografie

### Alben
- 1987: I’ll Make It (Sweet Rain)
- 1990: Oh Lord We Praise You (Sweet Rain)
- 1992: Focus on Glory (A&M)
- 1993: Live in Toronto (Verity)
- 1994: Live in Atlanta at Morehouse College (Benson)
- 1995: Live in New York By Any Means... (Benson)
- 1997: Live in London (Verity)
- 1998: Recorded Live at Love Fellowship Tabernacle (Verity, Hezekiah Walker & The LFT Church Choir)
- 1999: Family Affair (Verity)
- 2001: Love Is Live! (Verity)
- 2002: Family Affair, Vol. 2: Live at Radio City Music Hall (Verity)
- 2005: 20/85 The Experience (Verity)
- 2008: Souled Out (Verity)
- 2013: Azusa: The Next Generation (RCA Inspiration)

### Kompilationen
- 1995: Gospel Greats (Benson)
- 2003: Nothing But The Hits (Verity)
- 2015: Divine Voices: Pastors of Praise (Mack Avenue)

### Singles
- 1995: 99½ (Benson)
- 1999: Let’s Dance (Jive/Verity)
- 2005: Grateful (RCA Inspiration, US: Gold)[4]
- Souled Out (Verity, 2008) – Download-Single
- 2008: God Favored Me (mit LFC feat. Marvin Sapp & DJ Rogers, US: Gold)
- 2013: Every Praise (RCA Inspiration, US: Platin)